# Draga (Italia)
Draga (Draga Sant'Elia nella tradizione italiana, Draga in sloveno) è una frazione del comune di San Dorligo della Valle (TS), nei pressi del confine con la Slovenia.
Giace ai piedi del monte Stena (442 m), nei cui pressi, a picco sulla Val Rosandra, si trovano anche le rovine del Tabor di Draga, costruito nella seconda metà del quattrocento dagli abitanti di Draga per difendersi dalle scorribande dei turchi. A sud del paese scorre infatti il Rosandra, mentre ad est, per un brevissimo tratto e vicino al confine con la Slovenia, scorre il Rio del Sangue (Krvavi potok in sloveno).
È nota anche come Draga Sant'Elia, dovendo il suo appellativo alla chiesa di Sant'Elia (Sv. Elija) nell'attiguo insediamento di Micheli (Mihele) del comune sloveno di Erpelle-Cosina.
Il paese è attraversato inoltre dal vecchio tracciato della ferrovia Trieste-Erpelle, ora riconvertita come pista ciclabile.
In passato la località di Draga era frazione del comune di Occisla-San Pietro; nel 1923 venne suddivisa fra i comuni di San Dorligo della Valle ed Erpelle-Cosina.